# FKAツイッグス
FKAツイッグス（FKA twigs、エフケーエー・ツイッグス、本名:Tahliah Barnett、1988年1月16日 - ）は、イギリス南西部グロスタシャー出身のシンガーソングライター。ロンドンを拠点に活動。父親がジャマイカ人で母親がスペインにルーツをもつイングランド人。

## 略歴
2013年、ザ・エックス・エックスやSBTRKT、サンファといったアーティストが属するレーベル、ヤング・タークスと契約。9月に『EP2』をリリース。同作はピッチフォーク・メディアにおいて10点満点中8.0点という高評価を受けたほか、収録楽曲『Water Me』『Papi Pacify』がそれぞれ「BEST NEW TRACK」に認定された。
同年12月、ビルボードから「2014年注目新人」に選出されたほか、イギリスのラジオ局BBCによる、毎年恒例の有望新人紹介レースである「BBC Sound of 2014」にノミネートされた。
2014年8月、デビュー・アルバム『LP1』をリリース。批評家筋からは相次いで高い評価を得、ピッチフォーク・メディアは本作に10点満点中8.8点、SPINは同9点、NMEは同8点をそれぞれ与えた。またピッチフォーク・メディアは、2010年から2014年までのベストアルバムリストにおいて本作を87位に、同ベストトラックリストでは本作収録の楽曲『Two Weeks』を64位に、また、同ベストミュージックビデオリストに『Two Weeks』を選んだが、ＵＫチャートは最高で16位、ビルボードチャートも最高で30位とセールスは振るわなかった。

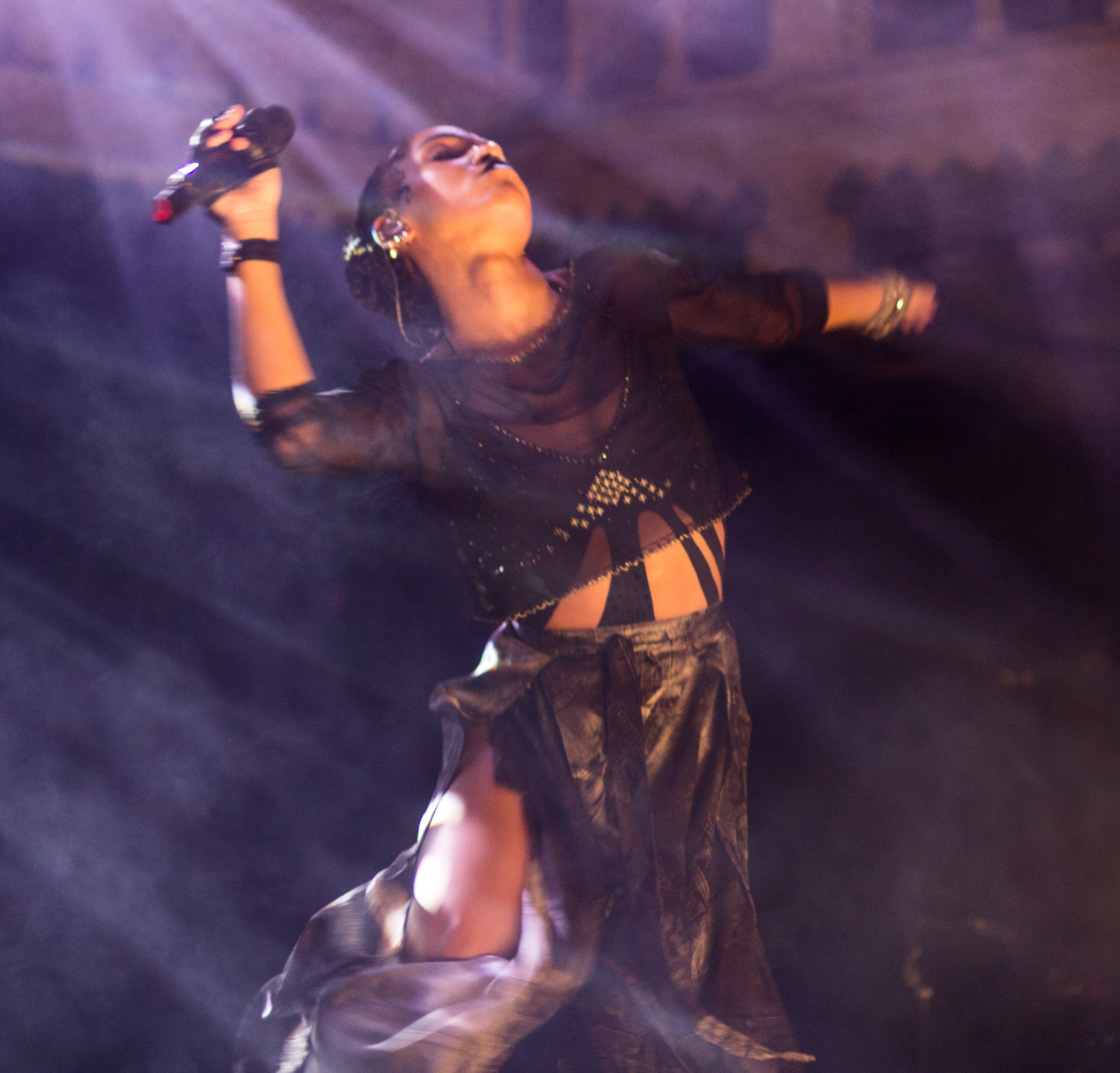
ライブでのFKAツイッグス（2015年）

2015年1月、恵比寿リキッドルームにて初来日公演を開催。本公演はソールドアウトとなった。同年7月、フジロックフェスティバル2015にホワイトステージのヘッドライナーとして出演。8月には、EP『M3LL155X』をリリース。ピッチフォーク・メディアが本作に10点満点中8.6点を与えるなど、前年の『LP1』同様に高い評価を得ることとなった。
2019年、2作目のアルバムとなる『Magdalene』をリリースし、前作を上回る極めて高い評価を受ける。収録曲「Cellophane」はピッチフォークの年間ベストソングに選ばれた他、第62回グラミー賞の最優秀ミュージック・ビデオ部門にノミネートされた。しかし前作以上にセールスは振るわず、ＵＫチャートは最高21位で終わった。
2025年1月24日、3作目のアルバム『Eusexua』をリリース。

## ディスコグラフィ

### スタジオ・アルバム
- LP1 (2014年)
- Magdalene (2019年)
- Caprisongs (2022年)
- Eusexua (2025年)

### EP
- EP1 (2012年)
- EP2 (2013年)
- M3LL155X (2015年)

### シングル
- FKA×inc.（2014年）
- Two Weeks（2014年）
- Pendulum（2014年）
- Video Girl（2014年）
- In Time（2015年）
- Good to Love（2016年）
- Cellophane（2019年）

### プロモーションシングル
- Water Me（2013年）

## 来日公演
- 2015年
  - 1月22日 東京 LIQUIDROOM
  - 7月26日 新潟 苗場スキー場 - Fuji Rock Festival

## 出演作品

### 映画
| 年   | 題名                   | 役名         | 備考                 |
| ---- | ---------------------- | ------------ | -------------------- |
| 2019 | ハニーボーイ Honey Boy | シャイガール |                      |
| 2024 | The Crow               | シェリー     | ポストプロダクション |